# Изкупление (роман)
„Изкупление“ (на английски: Atonement) е роман на английския писател Иън Макюън, публикуван през 2001 година.
Романът се разгръща в три времеви слота – Англия през 1935 година, Втората световна война и в съвремието ни. Фабулата следи развитието на съдбите на няколко души, решени от грешна интерпретация на ученичка с голямо въображение и писателски наклонности.
Романът е екранизиран през 2007 г..
В България е издаден от ИК „Колибри“ 2009 година в превод на Ангел Игов, 368 страници, меки корици.